# Kimi to wakerete
Kimi to wakarete (君と別れて) è un film del 1933 diretto da Mikio Naruse.

## Trama
Kikue vive sola con il figlio Yoshio, un giovane studente, e lavora come geisha con l'obiettivo di smettere una volta che il ragazzo avrà completato il corso di studi. Yoshio, che si vergogna del lavoro di sua madre, salta la scuola e comincia a frequentare un gruppo di delinquenti. Quando ne viene a conoscenza, Kikue vuole porre rimedio ma si rende conto che per lei è difficile anche solo approcciarsi al figlio. Chiede quindi a Terugiku, una giovane geisha sua collega, e che conosce Yoshio da sempre, di parlargli per farlo riflettere.
Terugiku porta Yoshio a visitare la propria famiglia che vive in una località sul mare. Lì il ragazzo assiste ad una lite tra Terugiku e i suoi genitori. La ragazza non vuole che anche sua sorella venga avviata alla sua professione e attribuisce questa "scelta facile" al padre, cui dà del fannullone e dell'ubriacone. Terugiku si rifiuta di accettare che per la sua sorellina l'unica prospettiva sia quella di sopportare la sua stessa vita. Al di là dell'imbarazzo provato, Yoshio è stato messo a parte della vita privata di Terugiku che ora non gli nasconde di provare dei sentimenti per lui, che sorpreso, ricambia. La giovane donna gli fa capire quanto sia fortunato ad avere una madre che, nonostante l'età, continui a sacrificarsi in una professione che può essere umiliante, e tutto questo solo per il suo bene. 
Yoshio apprende la lezione e riprende gli studi, ma lasciare la banda di cui faceva parte è più difficile del previsto. Quando affronta la cosa da uomo, viene pestato dai suoi ex compagni. Terugiku accorre in suo soccorso ma poi, nella rissa che ne segue, viene ferita da una coltellata.
Una volta guarita, Terugiku dice a Yoshio che, nonostante il loro amore, la sua priorità resta quella di evitare che la sua sorellina diventi una geisha e quindi si dà l'obiettivo di partire per trovare un lavoro che le permetta di guadagnare quanto necessario per far cambiare idea ai suoi genitori. Alla stazione i due giovani si salutano.

## Produzione

### Regia
Mikio Naruse ripropone in questo film alcune scelte stilistiche originali, già mostrate nel precedente Nasanu naka del 1932, che sottolineano momenti di particolare pathos, con zoom sui volti dei protagonisti, particolari movimenti di macchina, e scene sovrimpresse.